# Goldebek
Goldebek (frisó septentrional Golbäk, danès Goldbæk) és un municipi del districte de Nordfriesland, dins l'Amt Mittleres Nordfriesland, a l'estat alemany de Slesvig-Holstein. És a 25 kilòmetres al nord-est d'Husum i 25 kilòmetres al nord-oest de Flensburg. El 31 de desembre del 2023 tenia 377 habitants.